# Helogenes
Helogenes — єдиний рід підродини Helogeneinae з родини Cetopsidae ряду сомоподібних. Має 4 види.

## Опис
Загальна довжина представників цього роду коливається від 7 до 20 см. Голова невелика. Очі маленькі. На верхній щелепі є 3 пари вусів. Рот з гострими зубами, зовнішній рядок зубів на нижній щелепі більший ніж на верхній, також має великі прогалини. Є виїмка, що тягнеться від голови до спинного плавця. Тулуб циліндричний. Спинний плавець помірно високий, з короткою основою та 5 м'якими променями. У спинних та грудних плавців відсутні шипи. Мають жировий плавець, проте невеликий. Анальний плавець довгий, з 32-49 м'якими променями. Хвостовий плавець помірно великий, роздвоєний.
Забарвлення темних кольорів, у різних видів є контрастні цятки.

## Спосіб життя
Воліють зарослі рослинністю водойми з прозорою або чорною водою. Сомики полюбляють знаходиться більшу частину часу біля поверхні під широким листям плавучої рослинності. Активні вночі. Живляться водними безхребетними і личинками комах.

## Розповсюдження
Поширені в басейні річок Амазонка, Оріноко, Токантінс, а також річках Французької Гвіани, Гаяни та Суринаму.

## Види
- Helogenes castaneus
- Helogenes gouldingi
- Helogenes marmoratus
- Helogenes uruyensis

## Тримання в акваріумі
Підходить ємність від 100 літрів. На дно насипають суміш дрібного і середнього піску темних тонів. Рослинами засаджують 40-50 % площі дна. Необхідні плаваючі на поверхні рослини. Із декорацій можна помістити велику корч або камінь. Мирні. Утримувати краще групою від 5-7 особин. Сусідами можуть стати мирні, неагресивні риби — тетрb, мілеуси, метеніси. Необхідно годувати дрібним живим кормом. За короткий час звикають до фаршу з морепродуктів. З технічних засобів знадобиться внутрішній фільтр середньої потужності для створення помірного течії. Компресор. Температура тримання повинна становити 22-25 °C.